# Peter Pau
Peter Pau Tak-Hei (Hong Kong, 30 novembre 1951) è un direttore della fotografia cinese.

## Filmografia parziale

### Direttore della fotografia
- The Killer (Die xue shuang xiong), regia di John Woo (1989)
- Chiluo gaoyang, regia di Clarence Fox (1992)
- Double Team - Gioco di squadra (Double Team), regia di Tsui Hark (1997)
- La sposa di Chucky (Child's Play 4: Bride of Chucky), regia di Ronny Yu (1998)
- La tigre e il dragone (Wo hu cang long), regia di Ang Lee (2000)
- The Promise (Wu ji), regia di Chen Kaige (2005)
- Shoot 'Em Up - Spara o muori! (Shoot 'Em Up), regia di Michael Davis (2007)
- Il regno proibito (The Forbidden Kingdom), regia di Rob Minkoff (2008)
- Confucio (Kong Zi), regia di Hu Mei (2010)

## Premi Oscar migliore fotografia

### Vittorie
- La tigre e il dragone (2001)